# Samuel Durrance
Samuel Thornton Durrance (Tallahassee, 17 de setembro de 1943 - Viera, 5 de maio de 2023) foi um astronauta e cientista norte-americano, veterano de duas missões no ônibus espacial.

## Carreira
Formado em Ciências com especialização em Física pela Universidade do Estado da Califórnia em Los Angeles, e com Doutorado em filosofia especializado em astro-geofísica pela Universidade do Colorado em Boulder, foi o principal cientista de pesquisas do Departamento de Física e Astronomia da Universidade Johns Hopkins e co-pesquisador do Hopkins Ultraviolet Telescope (HUT), um dos instrumentos dos Observatórios Astro, levados ao espaço nos anos 90.
Foi ao espaço pela primeira vez como especialista de carga na missão STS-35 Columbia, em 2 de dezembro de 1990, uma missão de nove dias destinada a fazer observações com o Astro-1, observatório do Spacelab constituído de quatro telescópios. Sua segunda missão foi em março de 1995, como especialista de carga da STS-67 Endeavour, que levou ao espaço o Astro-2. Durrance era o principal cientista investigador destes dois observatórios.

### Pós NASA
Depois de seus voos e de deixar a NASA, passou a trabalhar no Johns Hopkins University Center for Astrophysical Sciences em Baltimore, estado de Maryland.

### Morte
Samuel Durrance faleceu no dia 5 de maio de 2023 devido a uma queda.